# Planeta
Planeta (z řeckého πλανήτης, planétés – „tulák“) nebo oběžnice (což je však širší pojem, oběžnicemi jsou i měsíce ve vztahu k planetám), je v obecném pojetí vesmírné těleso víceméně kulového tvaru, které obíhá centrální hvězdu své soustavy (pokud obíhá jinou planetu, jde o měsíc). Definice pojmu planeta není ustálená.
Zkoumáním planet se zabývá planetologie (v angličtině planetary science).

## Definice
V minulosti byla situace jednodušší, řecké označení planétés se vztahovalo na všechny objekty, které se pohybovaly vzhledem ke hvězdnému pozadí, kromě tehdy známých planet. Vztahovalo se tedy i na Slunce a Měsíc, naopak Země za planetu považována nebyla. Intuitivní chápání pojmu planeta bylo postačující i po objevení Uranu, Neptuna a posléze Pluta, protože šlo o tělesa, která byla výrazně větší, než jiné tehdy známé objekty sluneční soustavy (u Pluta se předpokládalo, že je větší než Merkur).
Potřeba formální definice vyvstala až kolem roku 2000 v souvislosti s rostoucím počtem objevů transneptunických těles, z nichž některé (zejména Eris) měly hmotnost srovnatelnou s Plutem. Jedním z důvodů byla i obava, že by planet mohlo být časem mnoho.

### Definice z roku 2006
Ve Sluneční soustavě je dle definice schválené IAU planeta takové těleso, které obíhá kolem Slunce a splňuje následující podmínky:
- má dostatečnou hmotnost, aby ji její gravitační síly zformovaly do přibližně kulového tvaru (tj. nachází se v hydrostatické rovnováze),
- je dominantní v zóně své oběžné dráhy (tj. vyčistila svou gravitací okolí vlastní oběžné dráhy od jiných těles),
- není družicí (měsícem) jiného tělesa.

Tato definice se nevztahuje na objekty mimo Sluneční soustavu.

### Exoplaneta
Pro planety mimo sluneční soustavu se používá pojem exoplaneta. Podle pracovní definice IAU z roku 2018 je exoplaneta:
- objekt (bez ohledu na to, jak vznikl), jehož hmotnost je nižší než mezní hmotnost pro fúzi deuteria (podle aktuálních poznatků 13násobek hmotnosti Jupiteru neboli 13 MJ), který obíhá kolem hvězdy, hnědého trpaslíka nebo zbytku hvězdy a má v poměru k centrálnímu tělesu dostatečně nízkou hmotnost, aby Lagrangeovy body L4 a L5 byly stabilní (asi 1/25 hmotnosti centrálního tělesa); minimální hmotnost by měla odpovídat planetám naší Sluneční soustavy
- objekty s větší hmotností jsou považovány za hnědé trpaslíky
- objekty, které neobíhají jiné hmotnější těleso jsou považovány za hnědé podtrpaslíky

IAU počítá s aktualizací této definice v návaznosti na vývoj poznání. Hranice 13 MJ není obecně akceptována, někdy jsou mezi exoplanety zahrnovány i objekty s hmotností až 60 MJ (limit pro fúzi protonů je asi 80 MJ). Namísto pojmu hnědý podtrpaslík je nověji navrhován pojem toulavá planeta (nebo obdobný).

### Alternativní definice
Některým astronomům i jiným odborníkům vadí, že výše uvedené definice (exo)planety nejsou univerzální a jednoznačné. Existuje proto snaha vytvořit jednotnou definici pojmu planeta. Nová definice by měla být jednoznačná a neměnná (objekt buď planetou je, nebo není) a měla by vycházet z měřitelných (kvantitativních) parametrů.
Jako základ by mohla sloužit definice exoplanety s tím, že by byla upravena horní mez hmotnosti. Podle studie z roku 2018 planeta vzniká „nabalováním” plynu na pevné jádro, zatímco hnědý trpaslík podobně jako hvězda zhroucením plynového mračna. Hranice mezi planetou a hnědým trpaslíkem je podle této studie někde mezi 4násobkem a 10násobkem hmotnosti Jupiteru.
Z hlediska planetární geologie (a planetologie obecně) nezáleží na tom, zda objekt obíhá kolem hvězdy, planety nebo se volně pohybuje mezihvězdným prostorem. Planetami by se tak kromě Pluta stal i Měsíc a některé další větší měsíce.
V červenci 2024 byla v odborném časopise The Planetary Science Journal publikována studie, která navrhuje následující definici planety:
Planeta je vesmírné těleso, které
- a) obíhá kolem jedné nebo více hvězd, hnědých trpaslíků nebo zbytků hvězd a
- b) je hmotnější než 1023 kg a
- c) je méně hmotný než 13 hmotností Jupiteru (2,5 × 1028 kg).

Měsíc (satelit) je nebeské těleso, které obíhá planetu.
Případné hlasování IAU o nové definici proběhne nejdříve v roce 2027.

## Charakteristika

### Vznik
Předpokládá se, že planety vznikly ze smršťujícího se prachoplynového mračna, ze kterého se zformovala také jejich mateřská hvězda. Prvotní planety (protoplanety) vznikly shlukováním plynu a prachu obíhajícího protohvězdu v hustém protoplanetárním disku předtím, než v jádru hvězdy začala termonukleární reakce a sluneční vítr odfoukl zbylý materiál pryč.

### Energie
Uvnitř planety neprobíhají žádné termonukleární reakce, které by produkovaly energii. Všechnu vyzařovanou energii získávají planety z gravitačních, mechanických a termodynamických jevů, rozpadů radioaktivních prvků, shromažďování a odrážení energie z centrální hvězdy.

## Planety ve Sluneční soustavě
Kromě Země (která ve starověku nebyla považována za planetu) jsou všechny planety ve Sluneční soustavě pojmenované podle řeckých a římských bohů; některé neevropské jazyky, jako například čínština, však používají odlišné názvy.
Měsíce jsou také pojmenované podle bohů a postav z mytologie (převážně klasické) nebo podle postav z Shakespearových her (měsíce Uranu). Asteroidy mohou být nazvané podle uvážení svých objevitelů, podle téměř kohokoliv nebo čehokoliv (zakázaní jsou např. politici, názvy podléhají schválení terminologické komise Mezinárodní astronomické unie). O pojmenování planet a jevů na nich se stará planetární terminologie.

### Uznané planety
Podle definice z roku 2006, přijaté valným shromáždění Mezinárodní astronomické unie, je ve Sluneční soustavě osm planet, tedy „dominantních“ těles obíhajících kolem Slunce. Jsou to (vzestupně podle vzdálenosti od Slunce):
1. Merkur ()
2. Venuše ()
3. Země ( nebo )
4. Mars ()
5. Jupiter ()
6. Saturn ()
7. Uran ( nebo )
8. Neptun ()

### Klasifikace
Astronomové rozlišují mezi malými tělesy Sluneční soustavy, jako jsou planetky, komety a transneptunická tělesa, a mezi skutečnými planetami.
Planety ve Sluneční soustavě lze rozdělit podle složení do více kategorií:
- terestrické nebo též kamenné — planety podobné Zemi, složené převážně z hornin: Merkur, Venuše, Země, Mars
- plynní obři nebo též joviální planety — planety podobné Jupiteru, jejichž materiál je tvořen převážně z plynů: Jupiter, Saturn, Uran, Neptun
  - uranské nebo též ledoví obři — podkategorie plynných obrů lišící se vyčerpáním vodíku a hélia a významným podílem hornin a ledu: Uran, Neptun

Někteří odborníci považují Zemi a Měsíc za dvojplanetu z několika důvodů:
- Měsíc, měřený podle svého průměru, je 1,5× větší než Pluto.
- Gravitační síla, kterou působí Slunce na Měsíc, je větší než ta, kterou působí na Měsíc Země (asi 2,2×, ve větší vzdálenosti by však vliv Slunce slábl).

Na rozdíl od soustavy Pluto — Charon však těžiště soustavy Země — Měsíc leží hluboko pod povrchem Země.
Ve Sluneční soustavě je více měsíců, na které působí Slunce větší gravitací než jejich mateřská planeta (u planetek jejich hlavní planetka):
- Nejvzdálenější měsíc Jupiteru S/2003 J – 1,5×
- Nejvzdálenější měsíc Uranu S/2001 U 2 – 1,2×
- Dva nejvzdálenější měsíce Neptunu: S/2002 N 4 a S/2003 N 1 – 2,1×
- Několik měsíců planetek, např.:
  - S/2001 (22) 1 Linus – 1,6×
  - S/1998 (45) 1 Petit-Prince – 2,8×
  - S/1993 243 (1) – 1,3×
  - S/2001 (66391) – 1 625× — vůbec nejvýraznější

## Příbuzná tělesa ve Sluneční soustavě

Eulerův diagram s různými typy těles Sluneční soustavy

### Trpasličí planety
Trpasličí planety splňují většinu charakteristik planety, ale nejsou dominantní v zóně své oběžné dráhy. Tuto podmínku by údajně nesplnila ani Země, pokud by se pohybovala v Kuiperově pásu.
Ceres byla po svém objevení označena jako planeta, ale poté, co bylo nalezeno více podobných objektů, byla překlasifikována na planetku.
Pluto byl do roku 2006 řazen též mezi planety. Jeho velikost je však podstatně menší než velikost kterékoliv jiné planety. Také jeho složení se mnohem více podobá ledovým měsícům Saturnu, než planetám (průměrná hustota Pluta je 2 g/cm3, Marsu 4 g/cm3). Předpokládá se, že všechna další tělesa za drahou Neptunu (TNO, transneptunická tělesa) jsou rovněž složením podobná Plutu, čili hrouda kamení a ledu (viz výše ledové planety).
V roce 2003 bylo objeveno těleso 2003 UB313, které v roce 2006 dostalo definitivní jméno Eris a které se zdálo být větší než Pluto. Později bylo prokázáno, že Eris je nepatrně menší než Pluto, má však asi o 30 % vyšší hmotnost. V roce 2005 po objevu dalších velkých těles za drahou Neptuna se opět začalo diskutovat na téma definice planety. Na základě těchto objevů těles za oběžnou dráhou Neptunu, které se podobají Plutu svou oběžnou dráhou, velikostí a složením, se usoudilo, že Pluto není planeta.
Na XXVI. valném shromáždění Mezinárodní astronomické unie (IAU) v srpnu 2006 v Praze byla přijata nová definice planety a z ní vyplynulo, že planet je pouze 8. Současně byla vytvořena nová kategorie těles, trpasličí planety. Ty jsou vedeny i nadále v katalogu planetek a jsou jim přidělována i katalogová čísla.
Mezi trpasličí planety jsou obvykle počítány (podle vzestupné vzdálenosti od Slunce):
1. (1) Ceres
2. (90482) Orcus
3. (134340) Pluto
4. (136108) Haumea
5. (50000) Quaoar
6. (136472) Makemake
7. (225088) Gonggong
8. (136199) Eris
9. (90377) Sedna

IAU na svých stránkách uvádí pouze Ceres, Pluto a Eris jako potvrzené a Haumea a Makemake jako pravděpodobné trpasličí planety (pokud se potvrdí, že dosáhly hydrostatického ekvilibria).

### Další možné planetární objekty
V různých obdobích historie se uvažovalo o několika hypotetických planetách, jako například Planeta X, „devátá planeta“ (předpokládaný výskyt za oběžnou dráhou Pluta) nebo Vulcan (s možnou oběžnou dráhou mezi Merkurem a Sluncem), které byly předměty intenzívního, avšak neúspěšného hledání. V současnosti je však považováno za téměř vyloučené, že by mohlo být objeveno těleso, jehož velikost by byla srovnatelná nebo větší než např. Mars nebo Merkur.

### Přehled planet, trpasličích planet a příbuzných těles
|                     | Název     | Rovníkový průměr (vzhledem k Zemi) | Hmotnost (vzhledem k Zemi) | Orbitální poloměr (AU) | Oběžná doba (roky) | Sklon dráhy ke slunečnímu rovníku (°) | Orbitální excentricita | Rotace (dny) | Tlak (kPa) | Počet měsíců | Prstence   | Atmosféra (hlavní složky) |
| ------------------- | --------- | ---------------------------------- | -------------------------- | ---------------------- | ------------------ | ------------------------------------- | ---------------------- | ------------ | ---------- | ------------ | ---------- | ------------------------- |
| Terestrické planety | Merkur    | 0,382                              | 0,055                      | 0,387                  | 0,241              | 3,38                                  | 0,206                  | 58,78        | 1×10−13    | 0            | ne         | O2, Na, H2                |
| Terestrické planety | Venuše    | 0,949                              | 0,815                      | 0,723                  | 0,615              | 3,86                                  | 6,7×10−3               | 243,7        | 9200       | 0            | ne         | CO2, N2                   |
| Terestrické planety | Země      | 1,00                               | 1,00                       | 1,00                   | 1,00               | 7,25                                  | 0,017                  | 1,00         | 101,4      | 1            | ne         | N2, O2                    |
| Terestrické planety | Mars      | 0,532                              | 0,107                      | 1,524                  | 1,88               | 5,65                                  | 9,3×10−3               | 1,03         | 0,62–0,9   | 2            | ne         | CO2, N2                   |
| Plynní obři         | Jupiter   | 11,209                             | 317,8                      | 5,203                  | 11,86              | 6,09                                  | 48,9×10−3              | 0,415        | »1×105     | 95           | ano        | H2, He                    |
| Plynní obři         | Saturn    | 9,449                              | 95,2                       | 9,547                  | 29,46              | 5,51                                  | 56,5×10−3              | 0,445        | »1×105     | 274          | ano        | H2, He                    |
| Plynní obři         | Uran      | 4,007                              | 14,6                       | 19,22                  | 84,01              | 6,48                                  | 0,047                  | -0,720       | »1×105     | 28           | ano        | H2, He                    |
| Plynní obři         | Neptun    | 3,883                              | 17,15                      | 30,06                  | 164,8              | 6,43                                  | 0,011                  | 0,673        | »1×105     | 16           | ano        | H2, He                    |
| Trpasličí planety   |           |                                    |                            |                        |                    |                                       |                        |              |            |              |            |                           |
| Ceres               | 0,08      | 0,000 2                            | 2,5–3,0                    | 4,60                   | 10,59              | 0,080                                 | 0,38                   | 0            | 0          | ne           | ne         |                           |
| Orcus               | 0,072     | 0,0001                             | 39,42                      | 247,5                  | 20,59              | 0,226                                 | 9,54?                  | ?            | 1          | ?            | ?          |                           |
| Pluto               | 0,19      | 0,002 2                            | 29,7–49,3                  | 248,09                 | 17,14              | 0,249                                 | 6,41                   | 3×10−4       | 5          | ne           | stopy      |                           |
| Haumea              | 0,37×0,16 | 0,000 7                            | 35,2–51,5                  | 282,76                 | 28,19              | 0,189                                 | 0,16                   | ?            | 2          | ne           | ?          |                           |
| Quaoar              | 0,085     | 0,0002                             | 43,69                      | 288,0                  | 7,99               | 0,038                                 | 0,74                   | ?            | 1          | ano          | ?          |                           |
| Makemake            | ~0,12     | 0,000 7                            | 38,5–53,1                  | 309,88                 | 28,96              | 0,159                                 | ?                      | ?            | 0          | ne           | ?          |                           |
| Gonggong            | 0,10      | 0,0003                             | 67,33                      | 552,5                  | 30,74              | 0,506                                 | 0,93                   | ?            | 1          | ?            | ?          |                           |
| Eris                | 0,19      | 0,002 5                            | 37,8–97,6                  | ~557                   | 44,19              | 0,442                                 | ~0,3                   | ?            | 1          | ne           | ?          |                           |
| Sedna               | 0,078     | ?                                  | 525,86                     | 12059                  | 11,93              | 0,855                                 | 0,43                   | ?            | 0          | ?            | ?          |                           |
| Měsíce (výběr)      |           |                                    |                            |                        |                    |                                       |                        |              |            |              |            |                           |
| Titan               | 0,404     | 0,0225                             | –                          | 0,0438                 | –                  | 0,159                                 | 15,94                  | 160          | –          | ne           | N2, CH4    |                           |
| Ganymed             | 0,413     | 0,025                              | –                          | 0,0196                 | –                  | 0,001                                 | 7,154                  | 10−9         | –          | ne           | O2         |                           |
| Měsíc               | 0,273     | 0,0123                             | –                          | 0,0747                 | –                  | 0,055                                 | 28                     | 3×10−13      | –          | ne           | H2, He, Ne |                           |
|                     |           |                                    |                            |                        |                    |                                       |                        |              |            |              |            |                           |

## Exoplanety
Exoplanety jsou planety, které se nacházejí mimo naši Sluneční soustavu. Jejich objevení je spojeno s pokrokem techniky, která nám v posledních letech poskytla prostředky pro jejich nalezení.
Před rokem 1990 bylo, včetně tehdy uznávaného Pluta, známých jen devět planet, všechny v naší sluneční soustavě. V květnu 2007 jich bylo známo 235 planet – všechny nově objevené byly planety mimo naši sluneční soustavu, tedy exoplanety; v březnu 2010 již 430. Podle odhadů, učiněných na základě pozorování družice Kepler, může kolem hvězd naší Galaxie kroužit 500 miliónů až 50 miliard planet.
Astronomové už nenalézají jen jednotlivé planety, ale někdy i celé exoplanetární soustavy. Jednu z prvních popsal Scott Gaudi u objektu označovaného jako OGLE-2006-BLG-109L. Zde byly objeveny 2 exoplanety – jedna s hmotností o třetinu menší než Jupiter, druhá jen nepatrně méně hmotnější než Saturn.
V roce 2015 byla publikována studie dokládající výskyt několika planet obíhajících kolem hvězdy Kepler-444, která je stará 11,2 miliardy let.

### Mezihvězdné planety
Mezihvězdné planety (také toulavé planety nebo nomádské planety) jsou planety v mezihvězdném prostoru, které nejsou gravitačně spojeni se žádnou hvězdnou soustavou. První takováto tělesa jsou objevována již od 90. let 20. století.  Jejich existenci je však velmi těžké ověřit, výzkum probíhá na základě výsledků počítačových simulací původu a vývoje planetárních systémů často obsahují procesy zformování a následného odvrhnutí těles o značné hmotnosti.
Jednou z potvrzených mezihvězdných planet je například PSO J318.5-22, nebo SDSS J111010.01+011613.1.